# André Mage de Fiefmelin
André Mage de Fiefmelin (1560-1603) est un poète baroque français. De confession protestante, il a vécu à l'île d'Oléron.

## Œuvres
Les Œuvres d'André Mage de Fiefmelin se composent de deux parties:
1. La Polymnie (elle-même divisée en deux parties):
Jeux poétiques (Théâtre):
- Eglogue
- Accueil
- Le Triomphe d'Amour
- Alcide, jeu comique
- Aymée, tragicomédie
- Jephté, tragédie

Mélanges:
- Odes
- Sonnets
- Le Saulnier
- Epigrammes

2. Le Spirituel:
- Les Prières
- L'Homme naturel
- L'âme humaine
- Les Saincts soupirs
- Les Muses célestes
- Les Méditations
- La Chrestienne